# هیسایا موریشیگو
هیسایا موریشیگو (انگلیسی: Hisaya Morishige؛ ۴ مه ۱۹۱۳ – ۱۰ نوامبر ۲۰۰۹) یک خواننده اهل ژاپن بود.
از فیلم‌ها یا برنامه‌های تلویزیونی که وی در آن نقش داشته است می‌توان به شاهزاده مونونوکه اشاره کرد.